# Piotr Nowakowski (siatkarz)

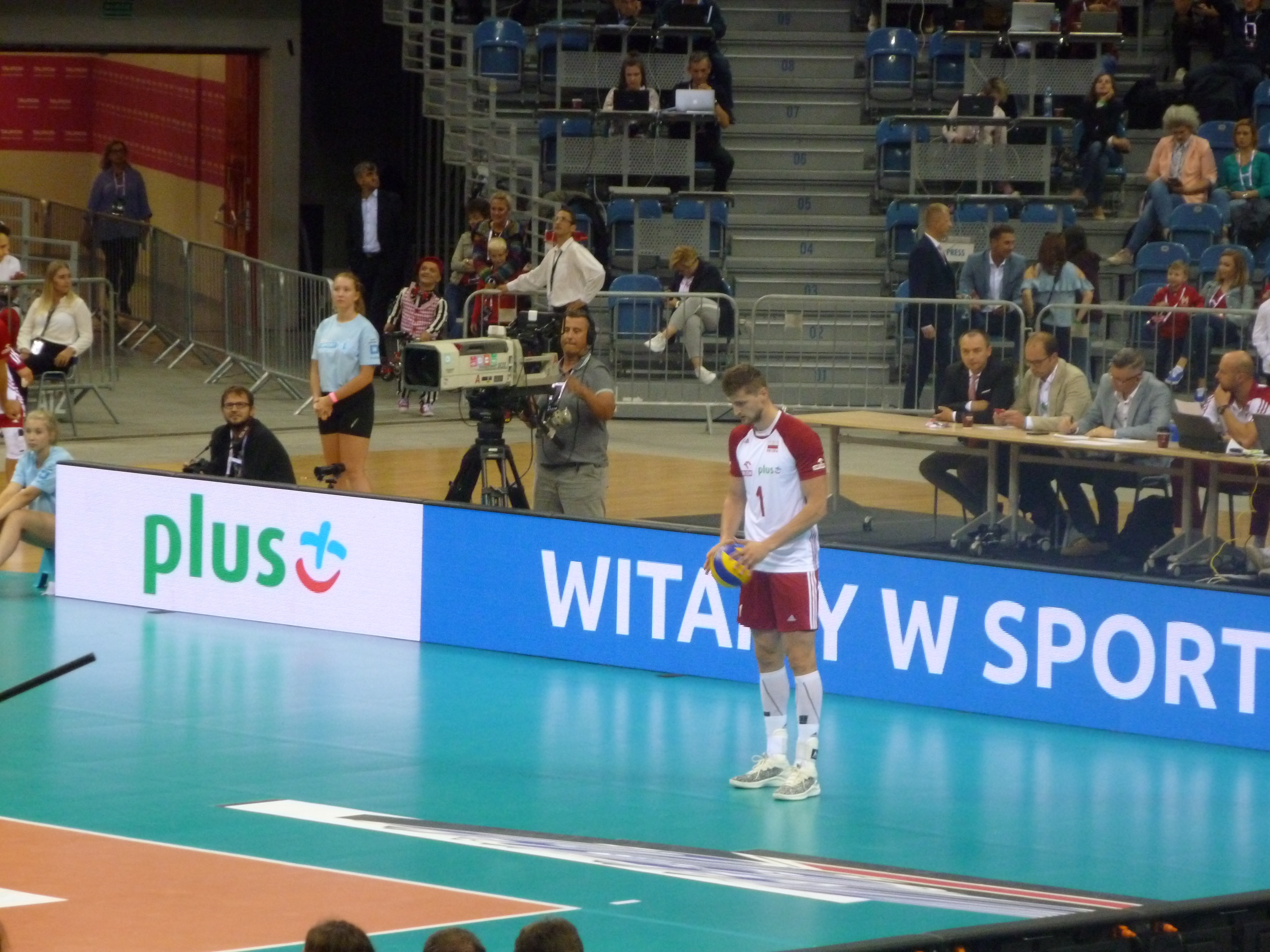
Piotr Nowakowski przygotowujący się do zagrywki

Piotr Nowakowski (ur. 18 grudnia 1987 w Żyrardowie) – polski siatkarz grający na pozycji środkowego, reprezentant Polski. Złoty medalista z Mistrzostw Świata 2014 i 2018.

## Kariera
Karierę sportową rozpoczynał we Wrzosie Międzyborów. Potem był graczem KS Metro Warszawa, z którym w 2006 z wywalczył brązowy medal Mistrzostw Polski Juniorów w Kędzierzynie-Koźlu. W sezonie 2005/2006 we współpracy Metra z Legią Warszawa reprezentował barwy tego drugiego klubu. W lipcu 2006 roku przeszedł do Wkręt-metu Domexu AZS-u Częstochowa, w barwach którego zadebiutował w Polskiej Lidze Siatkówki. W sezonie 2007/2008 został podstawowym zawodnikiem swojego zespołu. Zdobył Puchar Polski "Enea Cup Poznań 2008". W finale turnieju z częstochowianami pokonał Jastrzębski Węgiel 3:1.
Otrzymał powołanie od Raúla Lozano do szerokiej kadry reprezentacji kraju na Ligę Światową 2008. W reprezentacji zadebiutował 16 maja 2008 podczas Memoriału Huberta Jerzego Wagnera w meczu z Czarnogórą (3:0 dla Polski). Powołany do szerokiej kadry na Ligę Światową 2009. W 2009 zdobył złoty medal Mistrzostw Europy w Turcji. Otrzymał również kolejne powołanie do kadry na Ligę Światową 2010. W latach 2012, 2013, 2015 wraz z zespołem Asseco Resovią Rzeszów, zdobył mistrzostwo Polski.
21 września 2014, wraz z reprezentacją Polski, wywalczył złoty medal Mistrzostw Świata 2014.
30 września 2018, wraz z reprezentacją Polski, zdobył złoty medal Mistrzostw Świata 2018.
15 kwietnia 2022 roku poinformował, że kończy karierę reprezentacyjną.

## Życie prywatne
25 lipca 2015 roku poślubił Aleksandrę Wilczewską. W czerwcu 2017 na świat przyszła ich córka Oliwia.

## Sukcesy klubowe
Puchar Polski:
- 2008, 2018

Mistrzostwo Polski:
- 2012, 2013, 2015
- 2008, 2014, 2016
- 2018, 2021, 2024[9]

Pucharu CEV:
- 2012

Superpuchar Polski:
- 2013

Liga Mistrzów:
- 2015

Puchar Challenge:
- 2024[10]

## Sukcesy reprezentacyjne
Mistrzostwa Europy:
- 2009
- 2011, 2019, 2021

Liga Światowa:
- 2012
- 2011

Puchar Świata:
- 2011
- 2015

Mistrzostwa Świata:
- 2014, 2018

Liga Narodów:
- 2021

## Nagrody i wyróżnienia
- 2011: Najlepszy blokujący PlusLigi w sezonie 2010/2011
- 2015: Najlepszy blokujący turnieju finałowego Ligi Mistrzów
- 2015: Najlepszy blokujący turnieju finałowego Pucharu Polski
- 2018: Najlepszy zagrywający turnieju finałowego Pucharu Polski
- 2018: Najlepszy środkowy Mistrzostw Świata
- 2021: Najlepszy środkowy Mistrzostw Europy

## Statystyki zawodnika
| Impreza                                   | Punkty z ataku | Punkty z bloku | Asy serwisowe | Suma |
| Kwalifikacje do Igrzysk Olimpijskich 2008 | 3              | 3              |               | 6    |
| Liga Światowa 2008                        | 7              | 3              | 2             | 12   |
| PlusLiga 2008/2009                        | 168            | 83             | 21            | 272  |
| Liga Światowa 2009                        | 49             | 19             | 8             | 76   |
| Puchar Wielkich Mistrzów 2009             | 5              | 4              | 2             | 11   |
| PlusLiga 2009/2010                        | 133            | 54             | 19            | 206  |
| Mistrzostwa Świata 2010                   | 20             | 10             | 5             | 35   |
| PlusLiga 2010/2011                        | 172            | 96             | 27            | 295  |
| Liga Światowa 2011                        | 79             | 21             | 5             | 105  |
| Mistrzostwa Europy 2011                   | 38             | 15             | 4             | 57   |
| Puchar Świata 2011                        | 72             | 30             | 9             | 111  |
| PlusLiga 2011/2012                        | 169            | 72             | 12            | 253  |
| Liga Światowa 2012                        | 93             | 26             | 5             | 124  |
| Igrzyska Olimpijskie 2012                 | 25             | 3              |               | 28   |
| PlusLiga 2012/2013                        | 105            | 69             | 9             | 183  |
| Liga Światowa 2013                        | 53             | 20             | 4             | 77   |
| Mistrzostwa Europy 2013                   | 17             | 16             |               | 33   |

## Odznaczenia
- Krzyż Komandorski Orderu Odrodzenia Polski – nadanie 2018[11][12]; wręczenie 2019[13]
- Krzyż Oficerski Orderu Odrodzenia Polski – 2014[14]
- Krzyż Kawalerski Orderu Odrodzenia Polski – 2009[15]